# Super Junior-D&E
I Super Junior-D&E (슈퍼 주니어 - 동해 & 은혁?) sono la quinta sottounità ufficiale della boy band sudcoreana Super Junior.
Formati dalla SM Entertainment nel 2011, il gruppo è composto da due membri originari dei Super Junior: Donghae ed Eunhyuk.
Il duo ha debuttato il 16 dicembre 2011, con il loro singolo digitale Oppa, Oppa.

## Discografia

### Album in studio
- 2014 – Ride Me
- 2018 – Style

### EP
- 2015 – The Beat Goes On
- 2015 – Present
- 2018 – Bout You
- 2019 – Danger
- 2020 – Bad Blood